# Fabryka kakao i czekolady Goldsiegel w Raciborzu
Fabryka kakao i czekolady Goldsiegel (niem. Goldsiegel Kakao und Schokoladenfabrik) – jeden z dawnych zakładów przemysłu spożywczego na terenie Raciborza funkcjonujący przed II wojną światową.
Zakład mieścił się od 1938 roku na Podwalu. Właścicielem fabryki był Martin Pirsch. W 1945 roku zakład przetrwał wojnę i produkcję w nim rozpoczęła Fabryka Cukrów i Czekolady Ślązak. Obecnie zabudowanie fabryczne już nie istnieją.